# Herminia bicolor
Herminia bicolor är en fjärilsart som beskrevs av Heinrich Benno Möschler 1880. Herminia bicolor ingår i släktet Herminia och familjen nattflyn. Inga underarter finns listade i Catalogue of Life.